# Drino incompta
Drino incompta är en tvåvingeart som först beskrevs av Wulp 1890.  Drino incompta ingår i släktet Drino och familjen parasitflugor. Inga underarter finns listade i Catalogue of Life.